# Калашники (Софиевский район)
Калашники (укр. Калашники) — село,
Жовтневый сельский совет,
Софиевский район,
Днепропетровская область,
Украина.
Код КОАТУУ — 1225283302. Население по переписи 2001 года составляло 7 человек .

## Географическое положение
Село Калашники находится на правом берегу реки Жёлтенькая,
выше по течению на расстоянии в 0,5 км расположено село Марьевка,
на противоположном берегу — село Ленина.
На реке сделано несколько запруд.